# Nekrolog 1579
Nekrolog
◄◄
| ◄
| 1575
| 1576
| 1577
| 1578
| 1579 | 1580 | 1581 | 1582 | 1583 | ► | ►►
Weitere Ereignisse | Allgemeiner Nekrolog 1579
Die Beschreibung der verstorbenen Person sollte so kurz wie möglich gehalten sein und nur deren signifikante Tätigkeit(en) enthalten.
Neue Namen ggf. auch unter dem Geburts- und Sterbedatum, also etwa unter 1. Januar und im Geburts- und Sterbejahr (2024) eintragen (nur bei entsprechender großer Wichtigkeit). Für Beispiele siehe die schon vorhandenen Artikel.
Außerdem über die fünf zuletzt Verstorbenen, zu denen es einen ausreichend guten Artikel für eine Präsentation auf der Hauptseite gibt, nach der todesbedingten Überarbeitung der Artikel ggf. auch unter Wikipedia Diskussion:Hauptseite informieren und sie am besten auch in den anderen Wikipedia-Sprachversionen eintragen. Tipp: Regelmäßig bei news.google.de nach „ist tot“, „gestorben“ oder „verstorben“ suchen.
Wenn eine Person gestorben ist, gibt es viele Seiten zu dieser Person in der Wikipedia, die davon auch betroffen sind und entsprechend aktualisiert werden müssen. Beispiele: Namenübersichtsseite, Geburtsjahr, Geburtsort-Seiten und viele mehr.
Wie finde ich die betroffenen Seiten?
Im Suchfeld auf der linken Seite gibt man den Suchbegriff so ein: „Vorname Nachname“. Dann klickt man auf Volltext und alle Seiten mit entsprechendem Suchtext werden aufgerufen. Hier sieht man dann schnell, wo auch das Todesjahr Sinn macht oder sogar ein Teil des Artikels angepasst werden muss. Auch hilft das „Werkzeug“ auf der linken Seite sehr gut, um solche Seiten aufzufinden: „Links auf diese Seite“. Somit ist die Wikipedia wieder aktuell in allen Bereichen! Hinweis: bei Eintragung der Kategorie „Gestorben JAHR“ wird der Missbrauchsfilter 49 ausgelöst, was jedoch nicht schlimm ist. Siehe: Spezial:Missbrauchsfilter/49
Dies ist eine Liste von im Jahr 1579 verstorbenen bekannten Persönlichkeiten. Die Einträge erfolgen innerhalb der einzelnen Daten alphabetisch sortiert. Tiere sind im Nekrolog für Tiere zu finden.

## Januar
| Tag        | Name              | Beruf, bekannt als                                    | Alter | Beleg |
| ---------- | ----------------- | ----------------------------------------------------- | ----- | ----- |
| 8. Januar  | Arnold von Siegen | Ratsherr und Bürgermeister im Köln der frühen Neuzeit |       |       |
| 9. Januar  | Hans Franz Nägeli | Berner Staatsmann und Feldherr, Eroberer der Waadt    |       |       |
| 17. Januar | Johann Hake       | Kanzler der Grafen von Hoya in Nienburg/Weser         |       |       |

## Februar
| Tag         | Name                       | Beruf, bekannt als                                            | Alter | Beleg |
| ----------- | -------------------------- | ------------------------------------------------------------- | ----- | ----- |
| 1. Februar  | Benedikt Stokar            | französischer Hofrat Schweizer Herkunft                       | 62    |       |
| 5. Februar  | Helena von Pfalz-Simmern   | Gräfin von Hanau-Münzenberg                                   | 46    |       |
| 12. Februar | Laurentius Petri Gothus    | schwedischer reformatorischer Erzbischof                      |       |       |
| 14. Februar | Mattheus Tidemann          | Ratsherr der Hansestadt Lübeck                                |       |       |
| 16. Februar | Gonzalo Jiménez de Quesada | spanischer Konquistador und Anwalt                            |       |       |
| 20. Februar | Nicholas Bacon             | englischer Anwalt, Richter und Lordsiegelbewahrer von England |       |       |
| 27. Februar | Johann Engelstede          | deutscher Jurist und Ratsherr der Hansestadt Lübeck           |       |       |

## März
| Tag      | Name                        | Beruf, bekannt als                                        | Alter | Beleg |
| -------- | --------------------------- | --------------------------------------------------------- | ----- | ----- |
| 3. März  | Sophia vom Grüt             | Schweizer Äbtissin des Zisterzienserinnenklosters Tänikon |       |       |
| 5. März  | Jakob Lersner               | deutscher Rechtswissenschaftler und Gesandter             | 74    |       |
| 26. März | Christoph von Lamberg       | Bischof von Seckau                                        |       |       |
| 28. März | Juan Fernández de Navarrete | spanischer Maler                                          |       |       |

## April
| Tag       | Name                            | Beruf, bekannt als                          | Alter | Beleg |
| --------- | ------------------------------- | ------------------------------------------- | ----- | ----- |
| 24. April | Volkwin Weigel                  | deutscher Mathematiker, hessischer Leibarzt |       |       |
| 25. April | John Stewart, 4. Earl of Atholl | schottischer Adliger                        |       |       |

## Mai
| Tag     | Name                    | Beruf, bekannt als                                | Alter | Beleg |
| ------- | ----------------------- | ------------------------------------------------- | ----- | ----- |
| 6. Mai  | François de Montmorency | Gouverneur von Paris und Marschall von Frankreich | 48    |       |
| 24. Mai | Paul Crell              | deutscher lutherischer Theologe                   |       |       |
| 24. Mai | Christoph Tode          | deutscher Politiker, Bürgermeister von Lübeck     | 64    |       |

## Juni
| Tag      | Name                         | Beruf, bekannt als                                 | Alter | Beleg |
| -------- | ---------------------------- | -------------------------------------------------- | ----- | ----- |
| 10. Juni | William Whittingham          | englischer Reformator und calvinistischer Theologe |       |       |
| 16. Juni | Johannes Hartung             | deutscher Gräzist und Hebraist                     | 74    |       |
| 17. Juni | Johannes Stadius             | flandrischer Astronom, Astrologe und Mathematiker  |       |       |
| 18. Juni | Gilles de Berlaymont         | niederländischer Militär und Politiker             |       |       |
| 22. Juni | David Kölderer von Burgstall | Bischof von Regensburg                             |       |       |
| 28. Juni | Johann von Schaesberg        | Adeliger                                           |       |       |
| 28. Juni | Heinrich Schweickher         | schwäbischer Kartograph                            |       |       |

## Juli
| Tag      | Name                         | Beruf, bekannt als                                               | Alter | Beleg |
| -------- | ---------------------------- | ---------------------------------------------------------------- | ----- | ----- |
| 15. Juli | Simão Rodrigues              | portugiesischer Geistlicher                                      |       |       |
| 23. Juli | Valentin von Eickstedt       | pommerscher Staatsmann                                           |       |       |
| 24. Juli | Benedetto Lomellini          | Kardinal der katholischen Kirche                                 |       |       |
| 25. Juli | Jacob Schönebeck der Jüngere | deutscher Ratsherr, Kämmerer und Bürgermeister der Stadt Stendal |       |       |

## August
| Tag        | Name                        | Beruf, bekannt als                                                                             | Alter | Beleg |
| ---------- | --------------------------- | ---------------------------------------------------------------------------------------------- | ----- | ----- |
| 2. August  | Joseph Nasi                 | Diplomat, Bankier und Finanzexperte am Hof der osmanischen Sultane Süleyman I. und Selim II.   |       |       |
| 2. August  | Zacharias Orth              | deutscher Klassischer Philologe, Pädagoge und neulateinischer Dichter des Deutschen Humanismus |       |       |
| 5. August  | Stanislaus Hosius           | deutsch-polnischer Theologe                                                                    | 75    |       |
| 11. August | Caspar Vischer              | deutscher Architekt                                                                            |       |       |
| 23. August | Francisco Pacheco de Toledo | spanischer Kardinal, Erzbischof und Diplomat                                                   |       |       |
| 30. August | Hans Caudir                 | Komtur des Johanniterordens und kaiserlicher Dolmetscher für Türkisch, Arabisch und Persisch   |       |       |

## Oktober
| Tag         | Name                         | Beruf, bekannt als                                                                         | Alter | Beleg |
| ----------- | ---------------------------- | ------------------------------------------------------------------------------------------ | ----- | ----- |
| 9. Oktober  | Johann III. von Blankenfelde | deutscher Politiker, Bürgermeister von Berlin                                              |       |       |
| 12. Oktober | Sokollu Mehmed Pascha        | osmanischer Großwesir                                                                      |       |       |
| 20. Oktober | Franziskus Joel              | ungarischer Pharmakologe und Mediziner                                                     | 71    |       |
| 24. Oktober | Albrecht V.                  | Herzog von Bayern                                                                          | 51    |       |
| 24. Oktober | Andreas I. Imhoff            | deutscher Kaufmann sowie Vorderster Losunger und Reichsschultheiß der Reichsstadt Nürnberg | 87    |       |

## November
| Tag          | Name                   | Beruf, bekannt als                             | Alter | Beleg |
| ------------ | ---------------------- | ---------------------------------------------- | ----- | ----- |
| 4. November  | Wenzel III.            | Herzog von Teschen (1528–1579)                 | 54    |       |
| 9. November  | Philipp VI.            | Graf von Waldeck zu Landau                     | 28    |       |
| 13. November | Wilhelm von Löwenstein | Adeliger, Vogt und Amtmann im Hochstift Speyer |       |       |
| 15. November | Franz Davidis          | unitarischer Theologe                          |       |       |
| 21. November | Thomas Gresham         | Gründer der Londoner Börse                     |       |       |
| 22. November | Caspar Neefe           | deutscher Mediziner und Hochschullehrer        | 65    |       |

## Dezember
| Tag          | Name               | Beruf, bekannt als                                               | Alter | Beleg |
| ------------ | ------------------ | ---------------------------------------------------------------- | ----- | ----- |
| 10. Dezember | Paul Hector Mair   | Schreiber, Stadtkassierer und Proviantmeister der Stadt Augsburg |       |       |
| 13. Dezember | Georg Coelestin    | deutscher lutherischer Theologe und Geistlicher                  | 54    |       |
| 21. Dezember | Vicente Juan Masip | spanischer Maler                                                 |       |       |

## Datum unbekannt
| Tag | Name                                           | Beruf, bekannt als                                                  | Alter | Beleg |
| --- | ---------------------------------------------- | ------------------------------------------------------------------- | ----- | ----- |
|     | Pedro de Ávila y Zúñiga                        | spanischer Diplomat, Botschafter Spaniens im Vereinigten Königreich |       |       |
|     | Louis de Clermont, seigneur de Bussy d’Amboise | französischer Adliger                                               |       |       |
|     | Galienus Entringer                             | deutscher Maler                                                     |       |       |
|     | Antonio Guarás                                 | spanischer Gesandter in England                                     |       |       |
|     | Hieronymus Haubold                             | deutscher Pädagoge und lutherischer Theologe                        |       |       |
|     | He Xinyin                                      | chinesischer Vertreter der Taizhou-Schule des Neokonfuzianismus     |       |       |
|     | Diego de Landa                                 | spanischer Bischof von Yucatán                                      |       |       |
|     | Ferdinand de Lannoy                            | Statthalter von Holland in den spanischen Niederlanden              |       |       |
|     | Dorothea Merck                                 | Opfer der Hexenverfolgung in Waldshut                               |       |       |
|     | Arcangelo Salimbeni                            | italienischer Maler                                                 |       |       |
|     | Ulrich Schmidl                                 | deutscher Landsknecht, Patrizier, Entdecker, Chronist und Ratsherr  |       |       |
|     | Surkhar Lodrö Gyelpo                           | tibetischer Mediziner                                               |       |       |
|     | Franz Trac                                     | Siegburger Kunsttöpfer                                              |       |       |
|     | Voravongse I.                                  | König von Lan Chang                                                 |       |       |